# Диди-Муганло
Диди-Муганло (груз. დიდი მუღანლო, азерб. Böyük Muğanlı (Большое Муганло) ) — село Марнеульского муниципалитета, края Квемо-Картли республики Грузия, со 100 %-ным азербайджанским населением. Находится у государственной границы Грузии с Азербайджаном, на территории исторической области Борчалы.

## История

Мечеть в селе Диди-Муганло

В 1850 году, во время путешествия наместника Кавказа Воронцова в Борчалинский уезд, его путеводитель, историк и журналист Лука Исраилов (Исаришвили) дал развернутые исторические справки о местных деревнях, среди которых также упомянул село Диди-Муганло:

...По ту сторону реки Алгет, в южном направлении, начинаются места проживания монгольских и тюркских племен... Вплоть до Разбитого (Красного) моста, в деревнях Муганлы, Горархы, Лежбеддин и Кяпанакчи обосновались потомки этих племен.

## Население
По данным Государственного статистического комитета Грузии, согласно официальной переписи 2002 года, численность населения села Диди-Муганло составляет 3589 человек и на 100 % состоит из азербайджанцев.

## Экономика
Село расположено на возвышенности у подножия камневой горы. В селе существует холодный родник, стекающий из горы в Азербайджане. Население в основном занимается овцеводством и скотоводством.
Через село Диди-Муганло проходит участок 29-километрового газопровода Абаша-Сенаки в западной Грузии, построенного трестом «Нефтегазстрой» азербайджанской нефтяной компании «SOCAR».

## Достопримечательности
- Средняя школа[6]
- Мечеть[2]

## Известные уроженцы
- Сулейманов, Гусейн Магаррам-оглы (1921—?) — ветеран ВОВ, награждённый Орденом отечественной войны II степени.